# Lucy Gringe
Lucy Gringe är en fiktiv person skapad av Angie Sage.

## Kuriosa
Lucy Gringe har ett förhållande med Simon Heap och är dotter till brovakten och en caféägare. Lucys mamma tycker inte om Simon, förmodligen av att han tidigare var svart magiker och att hon tidigare rymde med honom och var borta i två år utan att ens tala med sina föräldrar. Hon försonas dock med dem i boken Mörkret. I samma bok planerar Lucy och Simon giftermål.
Lucy är en av huvudrollerna i böckerna, men är inte riktigt lika framträdande som till exempel Septimus Heap. Hon bodde först inne i Borgen, men efter att hon rymde flyttade hon och Simon till en kall och fuktig magoghåla som satt ihop med ett observatorium. Hon trivdes inte där, och de flyttade vidare. Hon kom senare hem till sina föräldrar igen.